# Mano Negra (banda)
La Mano Negra, (Inglés: Black Hand) fue un grupo musical del Rock alternativo francés formado en 1987. Su estilo mezclaba rock, canción francesa, música africana, flamenco, ska, salsa, roots reggae y blues. La banda, formada por Manu y Antoine Chao, junto con su primo Santiago Casariego, en París (Francia), fue muy influyente en Europa e Hispanoamérica durante la década de 1990. Alcanzó éxito comercial en países como Alemania, Bélgica, España, Italia y Países Bajos.
Liderada por Manu Chao, la banda consiguió grandes éxitos, como «Mala vida» o «Señor Matanza»: esta última quedó incluida en la lista de «las 100 más grandiosas canciones de los 90 en español», según VH1 Latinoamérica. Otros éxitos fueron «King Kong Five», «Soledad», «Salga la luna», «Santa Maradona» o «King of Bongo», entre otros. El álbum Puta's Fever fue seleccionado por la revista Rolling Stone en el 8.º puesto de la lista de «los 100 mejores álbumes del rock francés», mientras que Casa Babylon fue colocado en el 15.º puesto de la lista «los 100 grandes discos de los 90» de dicha revista.
En 1992, la banda se involucró en distintos proyectos en Hispanoamérica: Cargo 92, un viaje a varios países por vía marítima, y el Tren de hielo y fuego, un recorrido por el campo profundo de Colombia en tren. La banda se separó en torno a 1995, aunque muchos miembros ya se habían ido en 1992. Algunos álbumes de continuación y vídeos fueron publicados después de que la banda se hubiera separado y formado otras bandas. Después de la separación, Manu Chao se embarcó en una carrera en solitario que le valió el éxito más comercial, debido a suavizar su estilo antiguo en un sonido más amable, muy basado en los ritmos reggae.

## Origen del nombre

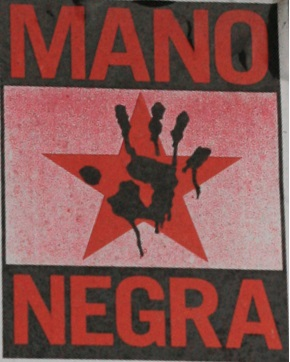
Logo de la Mano Negra

A finales del siglo XIX, las autoridades españolas acusaron a miles de campesinos y anarquistas andaluces de formar parte de «La Mano Negra», una presunta organización terrorista de la campiña de Jerez de la Frontera. En efecto, en la década de 1880, Andalucía experimentó una severa crisis económica; debido a la miseria y al hambre, los trabajadores agrícolas se rebelaron, quemando y saqueando panaderías y numerosos huertos, lo que llevó a las autoridades a llevar a cabo detenciones en masa y ejecuciones públicas, alegando la pertenencia de campesinos a «la Mano Negra». A pesar de los debates que tuvieron lugar durante años sobre la existencia de esta organización, es ahora ampliamente reconocido en los círculos académicos que se trataba de una invención similar a una «operación de bandera falsa» elaborada el gobierno de la Restauración con el fin de suprimir las revueltas campesinas en el sur de España.
«La mano negra» también es una expresión común en español, utilizada en la frase «Aquí hay una mano negra», para expresar que alguien, en un evento en particular, ha manipulado las cosas para su beneficio. La expresión también se utiliza a veces como un nombre para el empleo ilegal.[cita requerida]
Fue leyendo un cómic del dibujante Dominique Rousseau como surgió la idea de darle ese nombre al grupo: en un tomo de la serie Cóndor, «Mano Negra» era el nombre de una banda de guerrilleros en América del Sur, y a la banda le gustó el símbolo negro de la mano. El padre de los hermanos Chao, un exiliado político español instalado en Francia para huir de la persecución de la dictadura de Francisco Franco, le explicó a su hijo Manu el origen histórico de dicho nombre y consideró que «era bastante honorable y que podía llamar su grupo así».

## Historia

### Los comienzos
A mediados de los años 80 nacía en Francia el movimiento del rock alternativo y bandas como Bérurier Noir, Los Carayos o Noir Désir lideraban la escena local. Es en ese contexto cuando el músico Manu Chao, con la intención de grabar algunas canciones de su autoría que no tenían cabida en los grupos de los que había formado parte, decide montar un grupo con su hermano, el trompetista Antoine Chao, y su primo, el baterista Santi Cassariego. Necesitados de más músicos, se asocian con el grupo Dirty District y graban en 1987 el EP Takin' it up (Boucherie Productions).
Tras esta grabación, el grupo se diluye momentáneamente, con sus tres integrantes participando en otros proyectos: Manu con Les Casse Pieds, Antoine con Los Carayos y Santi con Kingsnakes. No obstante, al año siguiente graban el primer elepé del grupo, Patchanka, con canciones que Manu tenía escritas con anterioridad y en el que participa de nuevo Dirty District, así como otros músicos de Les Casse Pieds, grupo urbano, festivo, folclórico y con dotes para improvisar, Hot Pants y Los Carayos para acompañar a los tres integrantes del grupo. Patchanka es un disco muy al estilo de la época, realizado con poco presupuesto y mucha imaginación, y que permitió a Manu Chao grabar muchas canciones que tenía sin editar: «Mala vida», «Indios de Barcelona», «Ronde de nuit», etc.
La laboriosa búsqueda del sonido Patchanka no cesó ahí, por lo que Manu siguió colaborando con otros grupos, mientras Patchanka seguía acumulando buenos comentarios. Daniel Jamet (guitarra principal), Jo Dahan (bajo) y Philippe Teboul (percusiones), todos músicos de Les Casse Pieds, deciden integrarse en el proyecto Mano Negra; más tarde haría lo mismo el teclista Tomas Darnal. El grupo sale de gira por Francia y llama la atención de la prensa, consiguiendo firmar un contrato con la discográfica multinacional Virgin Records France, lo que les acarreó las críticas de parte de la escena alternativa francesa, aunque por otro lado les permitió costearse sus viajes.

### La consolidación
En 1989 el grupo inicia la grabación de su segundo LP, Puta's fever, título que refleja el desprecio con el que les trataron otros grupos por su fichaje con Virgin. Pierre Gauthe, trombonista, ingresa como el octavo miembro del grupo y se van de gira a Hispanoamérica, escogiendo países como Perú o Ecuador, poco habituados a recibir grupos de rock extranjeros, causando sensación en el público al realizar conciertos gratuitos en auditorios y plazas públicas. Concluyen la grabación de Puta's Fever, que mezcla tex-mex («Patchuko Hop»), canción árabe («Sidi H'Bibi»), o flamenco entre otros estilos.
Enriquecidos con la experiencia iberoamericana y arropados por el éxito del nuevo trabajo en Francia y otros países europeos, además de Japón, inician una gira mundial que les lleva durante 1990 a visitar más de quince países, destacando Japón, Holanda, Alemania y Estados Unidos, donde telonean para el cantante Iggy Pop. No obstante, la gira norteamericana no es una buena experiencia y la banda decide no insistir mucho en ingresar en el mercado anglosajón, ya que no se sienten identificados con su forma de trabajar.
Durante 1991, mientras el grupo continúa de gira recorriendo el continente europeo, sus integrantes empiezan a mostrar signos de desunión. No obstante, comienzan a grabar en Colonia (Alemania) el que sería su tercer LP, King of Bongo. El disco, que no fue bien recibido por la crítica, incluía más letras en inglés, menos ritmos hispanoamericanos y más rock y hardcore. Entre sus temas se pueden destacar «Mad man's dead», «Out of time man» o «Bring the fire». Posteriormente el grupo realiza el que sería su último concierto en París con todos sus integrantes, en la explanada de La Défense, con intentos de cancelación por parte de la municipalidad.

### Giras por todo el mundo

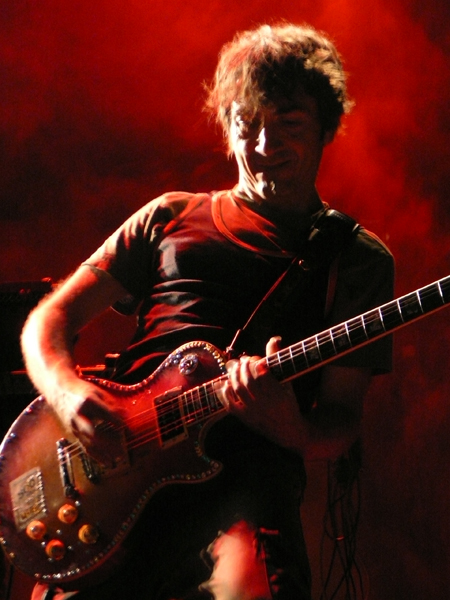
Daniel Jamet, exguitarrista de Mano Negra.

A finales de ese mismo año de 1991, durante una de sus giras japonesas, deciden grabar el único disco en vivo del grupo, In the Hell of Patchinko, a partir de tomas de dos conciertos ofrecidos en la ciudad de Kawasaki. El trabajo capta en buena manera la energía del grupo en vivo, ya que Mano Negra era una banda de performance que debió gran parte de su fama a sus recitales y excéntricos viajes.
Precisamente en aquel año inician el proyecto Cargo 92, embarcándose en la ciudad de Nantes en el carguero Melquiades junto con la compañía teatral Royal de Luxe para iniciar un viaje en barco a Sudamérica subsidiado por el gobierno francés. La gira, que duró casi cinco meses y visitó países como Colombia, Venezuela, República Dominicana, México, Cuba, Ecuador, Brasil, Uruguay y Argentina, dando espectáculos gratuitos en plazas públicas, fue haciéndose patente el debilitamiento del grupo tras cuatro meses sin descanso, en condiciones económicas poco favorables y con el espíritu rebelde del grupo dando señales de hartazgo. Sería en Buenos Aires, Argentina, donde en julio de 1992 Mano Negra daría su último concierto con todos sus miembros originales, precedido por un incidente en el programa TV Ataca, cuando el teclista rompió un monitor. Ese mismo año publican el recopilatorio Amerika Perdida.
Al regreso de Sudamérica la tensión entre los miembros del grupo sigue creciendo y Antoine lo abandona. El resto de la banda, principalmente Manu, da forma al que sería su siguiente álbum, Casa Babylon, un disco que al igual que King of Bongo no tiene relación con sus discos anteriores. Al mismo tiempo el grupo edita un libro biográfico de colección que incluye un picture-disc con canciones inéditas, algunas incluidas posteriormente en Casa Babylon. Durante las sesiones de grabación, Daniel Jamet y Jo Dahan dejan también el grupo y entran nuevos integrantes, lo que no fue bien visto por algunos de los antiguos miembros. Sobresale la participación de Fidel Nadal, vocalista del grupo argentino Todos Tus Muertos, y de Gambeat, bajista de la nueva banda de Manu, French Lovers. El resultado de las grabaciones es el único disco conceptual del grupo, donde pieza por pieza se van ligando ritmos hispanoamericanos mezclados con ápices de rock y hardcore.
El grupo como tal no interpreta los temas de Casa Babylon en vivo, aunque varios de sus miembros realizan algunas presentaciones en España con nombres diferentes, como Larchuma FC o Radio Bemba, y ofrecen algunas colaboraciones con otros grupos, sobre todo con Negu Gorriak, del País Vasco.

### El comienzo del fin
A finales de 1993, varios miembros del grupo deciden realizar un viaje en tren por Colombia al que se suman algunos integrantes de Royal de Luxe y del grupo French Lovers. A los quince días de recorrido, y después del último de sus dos conciertos, en Santa Marta y Aracataca, todos los miembros del grupo, excepto Manu y Tomas, deciden regresar a París. Es el fin de una era, que el padre de Manu, el periodista Ramón Chao, describirá en el libro Un tren de hielo y fuego: Mano Negra en Colombia.
No obstante, en 1994 se ultiman los detalles para la salida de Casa Babylon, que no lo hará ni en Estados Unidos ni en Inglaterra. El videoclip del tema «Sr. Matanza» empieza a dar mayor difusión a la banda en Hispanoamérica de la que había tenido hasta la fecha, aunque cuando la banda ya estaba disuelta, hecho ignorado por muchos de sus admiradores. Mientras tanto, entre los antiguos integrantes se dan dos posturas: una apuesta por la continuidad de la banda, dando libertad para que entren a formar parte de ella otros participantes y dejando las puertas abiertas a los miembros originales para que regresen cuando quieran. Por otro lado, otros miembros desean que Mano Negra deje de existir, al menos con ese nombre. Esta segunda postura sería la que se impondría.
Durante 1995, Manu Chao y otros miembros de la banda, cuyo deseo era que continuara, ofrecen varios conciertos en Madrid, pero debido a la restricción en el uso del antiguo nombre del grupo, lo hacen como Radio Bemba, proyecto que al final también se disuelve. En 1998 sale al mercado el recopilatorio Best of Mano Negra, que incluye 22 éxitos y 2 canciones inéditas; el disco fue bien recibido, aunque se criticó el hecho de que saliera justamente cuando el LP Clandestino, de Manu Chao en solitario, estaba teniendo bastante éxito comercial.
En 2005 se pone a la venta un doble DVD del grupo con seis horas de conciertos, documentales, imágenes y rarezas de toda la historia de la banda. Manu Chao no intervino en la producción pero seis de los integrantes, Jo, Tom, Phillipe, Daniel, Pierre y Antoine ofrecen entrevistas para promocionar el trabajo. En una presentación para Radio France, en el programa Fou du Roi, interpretan tres temas: «Jamie Jamie», «Sidi H' Bibi» y una versión del himno católico «Jesus Reviens» («Jesús Regresa») que titulan «Manu Reviens», con la que le piden al antiguo líder del grupo que regrese. En diciembre de 2005, los mismos integrantes participan en un festival como Mano Negra Sound System, interpretando el tema «Sidi H' Bibi» y otras más pero como DJ, participando solo con metales y teclados.

## Manu Chao en solitario
Después de la disolución del grupo, Manu Chao continuó su carrera en solitario, siempre comprometido con los problemas políticos y sociales, la inmigración, los guetos y la injusticia, a veces lanzando álbumes completamente en español, y otros en francés. Su álbum Clandestino está dirigido a los grupos con distintos orígenes, como los mexicanos Tijuana No!, los brasileños Skank, y los argentinos Todos Tus Muertos. El objetivo era reproducir el sonido de la música callejera y las escenas de una variedad de culturas. El álbum fue un gran éxito en Iberoamérica, y, aunque no tuvo un éxito instantáneo en Europa, con el tiempo se ganó, en 1999, el premio "Mejor álbum de música World" en los premios Victoires de la Musique. Se vendieron más de 5 millones de copias. Este éxito fue seguido de Próxima estación... Esperanza, lanzado en 2001, un álbum con sonidos hispanoamericanos, caribeños, y de ska. Dos años después, Chao volvió a sus raíces francesas, con su disco hablado totalmente en francés Sibérie m'était contéee.
Aunque Chao es bastante conocido en Europa e Hispanoamérica, no ha tenido el mismo éxito en el mundo de habla inglesa. Las giras en los Estados Unidos con Mano Negra no tuvieron tanto éxito como en otras partes, y Chao parece dispuesto a concentrar sus esfuerzos en los lugares donde su estilo musical tiene sus raíces. A pesar de que sus actuaciones en vivo en los Estados Unidos son poco frecuentes, Chao dio unos shows en el año 2006, incluyendo un show en el Lollapalooza 2006 en Chicago, IL, "Celebrate Brooklyn" en 2007, y en el Merriweather Post Pavilion en Columbia, Maryland, el 23 de junio de 2007. Fue uno de los actos de cabecera en el Austin City Limits Music Festival (Texas), en 2008 y en el Outside Lands Music Festival en el Golden Gate Park (San Francisco, CA). En 2011, actuó en varias ciudades de los Estados Unidos con su gira llamada «La ventura».

## Estilo
Mano Negra mezcla varios estilos: punk rock, flamenco, ska, raï, salsa, reggae y los ritmos africanos. La banda, que sigue siendo popular en tres continentes, ha sido uno de los pioneros de la música de fusión y son una influencia directa en innumerables bandas en Europa y América del Sur. La mezcla de ritmos africanos, hispanos y otros es a menudo llamada mestiza o patchanka (que es el nombre de uno de sus álbumes). Mano Negra se considera ahora como una banda de culto y todavía se extiende su estilo a múltiples bandas de todo el mundo.

## Miembros
- Manu Chao - voz, guitarra, teclados, acordeón y claves (1987-1995)
- Antoine Chao - trompeta (1987-1995)
- Santi Cassariego - batería y percusiones (1987-1995)
- Daniel Jamet - guitarra y teclados (1987-1995)
- Jo Dahan - bajo (1987-1995)
- Yann Zaragoza - teclados (1987-1994)
- Philippe Teboul: percusiones
- Tomas Darnal: teclados y claves
- Pierre Gauthe: trombon

## Discografía
- 1988: Patchanka
- 1989: Puta's fever
- 1991: King of Bongo
- 1994: Casa Babylon

## Video

### DVD
- 2005: Out of Time

## Medios

### Televisión
- Les Nuls L'émission , canal +, France 1990
- Live pinkpop, holland 1990
- Live Lyon, France 1991

## Discografía de grupos relacionados
- Joint de culasse (con Manu Chao, Antoine Chao y Santi)
  - Super Boum Rock'n Roll (1982, 14 versiones de clásicos del rock'n roll)
- Hot Pants (con Manuel Chao, Pascal Borgne, Santi, Jean Marc)
  - So Many Nites
  - Loco-Mosquito (1986)
  - Hot Chicas (1986, recopilatorio, tres temas son de Hot Pants)
- Los Carayos (con Manuel Chao y Antoine Chao)
  - Au prix où sont les courges
  - Ils ont osé! (1986)
  - Persistent et signent (1986)
  - Hot Chicas (1986, recopilatorio, tres temas son de Les Carayos)
- Manu Chao
  - Clandestino (1999)
  - Próxima estación… Esperanza (2001)
  - Radio Bemba Sound System (2002)
  - Sibérie m'était contéee (2004, libro disco con ilustraciones de Wozniak)
  - La Radiolina (2007)
  - Baionarena (2009, 2 CD)